# Josu Sarriegi
Josu Sarriegi Zumarraga (* 19. Januar 1979 in Lazkao, Spanien) ist ein ehemaliger spanischer Fußballspieler auf der Position des Innenverteidigers.
Sarriegi begann seine Karriere 1994 beim baskischen Amateurverein Lazkao, bei dem er bis 1998 unter Vertrag stand. Nach einer Station bei SD Beasain, für den er auf 28 Einsätze kam und zu den Stammspielern zählte, wechselte er 1999 zu Deportivo Alavés. Dort spielte er, abgesehen von einer Saison bei SD Eibar, bis 2006 und kam auf insgesamt 174 Einsätze. Nachdem Sarriegi zu Beginn lediglich in der Reservemannschaft von Alavés eingesetzt worden war, schaffte er im Januar 2000 den Sprung in die erste Mannschaft und spielte auch im UEFA-Pokal. In der Saison 2006/07 spielte er für Athletic Bilbao und wechselte anschließend zum griechischen Verein Panathinaikos Athen, bei dem er bis 2012 unter Vertrag stand.

## Erfolge
- Griechischer Meister: 2010
- Griechischer Pokalsieger: 2010